# Seo Dong-won
Dans ce nom coréen, le nom de famille, Seo, précède le nom personnel.
Seo Dong-won (coréen : 서동원) (né le 14 août 1975 à Séoul en Corée du Sud) est un joueur de football international sud-coréen, qui évoluait au poste de milieu de terrain.

## Biographie

### Carrière en sélection
Avec l'équipe de Corée du Sud, il dispute 8 matchs (pour un but inscrit) entre 1998 et 2001. 
Il figure dans le groupe des sélectionnés lors de la Gold Cup de 2000. Il participe également à la Coupe des confédérations de 2001.